# ヤコブ・ヤンチャー
ヤコブ・ヤンチャー（Jakob Jantscher 、1989年1月8日 - ）は、オーストリア・シュタイアーマルク州グラーツ出身の元プロサッカー選手。現役時代のポジションはミッドフィルダー。

## 経歴
2003年、14歳の時にSKシュトゥルム・グラーツの育成アカデミーに入団。2シーズンに渡りレギオナルリーガ（3部）に属するセカンドチームでプレーし、2007年10月のFCレッドブル・ザルツブルク戦でオーストリア・ブンデスリーガ（1部）に属するトップチームにてデビューを果たす。同年11月のSCラインドルフ・アルタッハ戦で初ゴールを決めた。
2010年7月、オーストリア・ブンデスリーガ（1部）に属するFCレッドブル・ザルツブルクに4年契約で移籍した。
2012年9月、ロシアサッカー・プレミアリーグに属するFCディナモ・モスクワにレンタル移籍。20試合に出場し1得点5アシストを記録したものの、買い取りオプションは行使されず2013年6月にザルツブルクに復帰した。
2013年9月、オランダ・エールディヴィジ（1部）に属するNECナイメヘンに移籍。リーグ戦26試合で3得点5アシストを記録した。
2014年6月、スイス・スーパーリーグ（1部）に属するFCルツェルンに移籍。同クラブでは2シーズンに渡ってプレーし、マルクス・バッベル監督の下リーグ戦71試合に出場、12得点17アシストを記録した。
2016年8月、トルコ・スュペル・リグ（1部）に属するチャイクル・リゼスポルに4年契約で加入した。FCルツェルンに支払われた違約金は90万ユーロ。
2018年、シュトゥルム・グラーツに復帰した。
2023年8月、傑志体育会に移籍した。

## 代表歴
U-16年代からオーストリア代表に選出されていた。2009年6月開催の2010 FIFAワールドカップ・ヨーロッパ予選・セルビア代表戦でA代表初キャップ。11月開催の親善試合・スペイン代表戦で初ゴールを記録した。

### ゴール
| #  | 年月日         | 会場                                   | 対戦相手 | スコア | 大会     |
| -- | -------------- | -------------------------------------- | -------- | ------ | -------- |
| 1. | 2009年11月18日 | エルンスト・ハッペル・シュターディオン | スペイン | 1–5    | 親善試合 |

## タイトル

### クラブ
SKシュトゥルム・グラーツ
- オーストリア・カップ : 3回 (2009-10, 2017-18, 2022-23)

RBザルツブルク
- オーストリア・ブンデスリーガ : 1回 (2011-12)
- オーストリア・カップ : 1回 (2011-12)

傑志
- 香港シニアシールド : 1回 (2023-24)

### 個人
- オーストリア・ブンデスリーガ得点王 : 1回 (2011-12)